# 1985 w Wojsku Polskim
Kalendarium Wojska Polskiego 1985 – wydarzenia w Wojsku Polskim w 1985 roku.
| - Zwierzchnik Sił Zbrojnych – gen. armii Wojciech Jaruzelski | - Minister Obrony Narodowej – gen. armii Florian Siwicki - Szef Sztabu Generalnego – gen. broni Józef Użycki |

## 1985
- wręczono Złoty Medal „Opiekun Miejsc Pamięci Narodowej” 5 Saskiej Dywizji Pancernej i płk. Tadeuszowi Wileckiemu[1]

## Styczeń
2 stycznia
- dowódca Marynarki Wojennej adm. Ludwik Janczyszyn  zainaugurował nowy rok szkoleniowy w Marynarce Wojennej
- uczniowie Szkoły Podstawowej nr 33 im. Kępy Oksywskiej w Gdyni-Oksywiu złożyli wizytę na ORP Gdynia

5 stycznia
- st. bsm. sztab. Henryk Wnuczek uratował sześcioletniego Piotra Ciniowskiego, tonącego w ściekach w oblodzonej studzience kanalizacyjnej o głębokości 2,5 metra

8 stycznia
- I sekretarz KC PZPR, prezes Rady Ministrów – gen. armii Wojciech Jaruzelski przyjął naczelnego dowódcą Zjednoczonych Sil Zbrojnych Państw-Stron Układu Warszawskiego, marszałka Związku Radzieckiego Wiktora Kulikowa, oraz szefa sztabu, gen. armii A. Gribkowa. Wymieniono poglądy na sytuację militarno-polityczną oraz omówiono kierunki doskonalenia bojowego sił obronnych socjalistycznej wspólnoty[2].

14 stycznia

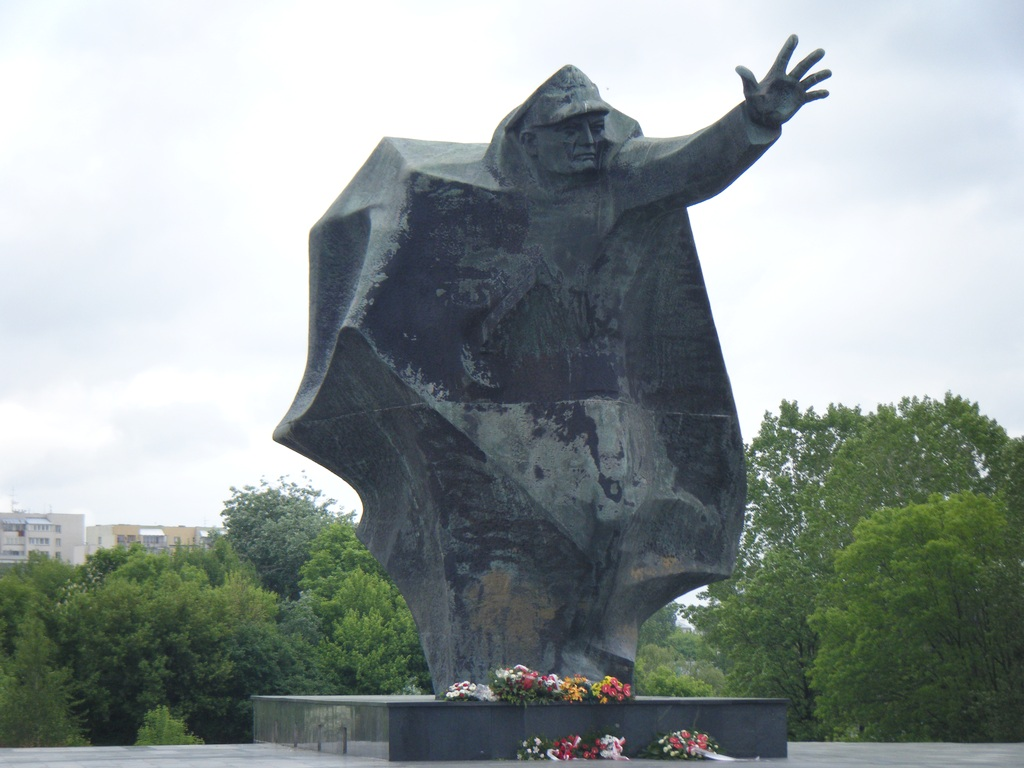
Pomnik Kościuszkowców

- w Berlinie odbyło się robocze spotkanie kierownictw Głównego Zarządu Politycznego NAL i Wojska Polskiego. Omówiono dotychczasową współpracę oraz wspólne zamierzenia na 1985 rok. Wiceministra obrony narodowej, szefa Głównego Zarządu Politycznego Wojska Polskiego – gen. broni dr. Józefa Baryłę, przyjął członek Biura Politycznego KC Niemieckiej Socjalistycznej. Partii Jedności, minister obrony narodowej NRD – gen. armii H. Hoffman[2].

17 stycznia
- na praskim brzegu Wisły odsłonięto Pomnik Kościuszkowców. Odsłonięcia dokonał gen. armii Wojciech Jaruzelski[2].

18 stycznia
- pod przewodnictwem gen. armii Wojciecha Jaruzelskiego odbyło się posiedzenie Komitetu Obrony Kraju. Komitet dokonał przeglądu i oceny aktualnej sytuacji międzynarodowej oraz stanu bezpieczeństwa państwa. Rozpatrzył problemy związane z wypełnianiem przez społeczeństwo i instytucje powinności na rzecz obronności państwa[3]

20 stycznia
- zorganizowano Polską Lotniczą Eskadrę Pomocy Etiopii[b][3]

## Luty
4 lutego
- z kadrą zawodową Warszawskiej Brygady Obrony Terytorialnej spotkał się rzecznik prasowy rządu, minister Jerzy Urban.  Urban omówił niektóre zagadnienia społeczno-polityczne i gospodarcze  kraju  oraz  aktualne problemy międzynarodowe[2].

9 lutego-12 lutego
- na terenie NRD odbyły się ćwiczenia Zjednoczonych Sił Zbrojnych Układu Warszawskiego. Ćwiczyły jednostki sił zbrojnych ZSRR, NRD i PRL[3]

11 lutego
- szef Sztabu Generalnego Wojska Polskiego, gen. broni J. Użycki, wręczył redakcji „Myśli Wojskowej" Złoty Krzyż Zasługi[2].

24 lutego
- w Centrum Doskonalenia Oficerów im. gen.  armii Stanisława Popławskiego przebywał przewodniczący Narodowej Rady Kultury – prof. dr Bolesław Suchodolski. Gościa zapoznano z bazą naukowo-dydaktyczną i kulturalno-oświatową ośrodka. Podczas spotkania z komendą, kadrą i słuchaczami Centrum prof.  Suchodolski omówił uwarunkowania rozwoju kultury narodowej w ciągu wieków i współcześnie. Przedstawił także podstawowe zadania stojące przed Narodową Radą Kultury[2].

## Marzec
6 marca
- rozpoczęło się  ćwiczenie pod kryptonimem „Przyjaźń 85”[3]

7 marca
- w Wojskowym Domu Wypoczynkowym w Helenowie odbyło się spotkanie zastępcy członka Biura Politycznego KC PZPR, ministra obrony narodowej – gen. armii F. Siwickiego, z aktywem kobiecym wojska. Przewodnicząca Centralnej Rady ORW, członkini Prezydium ZG Ligi Kobiet Polskich – I. Ciećkowska, przedstawiła najistotniejsze problemy organizacji[2].

11 marca
- szef Głównego Zarządu Politycznego gen. broni Józef Baryła i prezes ZG Związku Literatów Polskich – Halina Auderska podpisali porozumienie o współpracy. Ma ona. służyć dalszemu zacieśnianiu kontaktów wojska z pisarzami podejmującymi tematykę patriotyczno-obronną, popularyzującymi tradycje oręża polskiego i związki wojska ze społeczeństwem. Obecni byli: minister kultury i sztuki – prof. dr K. Żygulski oraz przewodniczący Komisji ZG ZLP ds. współpracy z Wojskiem – Wojciech Żukrowski[2].

18 marca
- z „Bohaterami Czasu Pokoju" spotkał się minister obrony narodowej – gen. armii F. Siwicki. Liczną grupę uczestników spotkania wyróżniono medalami „Za zasługi dla obronności Kraju", „Za zasługi dla obronnością porządku publicznego" oraz odznakami im. Janka Krasickiego. W 1984 roku żołnierze Wojska Polskiego uratowali 31 tonących osób, głównie dzieci, ewakuowali 28 osób z płonących domów i środków lokomocji, udaremnili 21 czynnych napaści na funkcjonariuszy i osoby prywatne, ujęli 30 groźnych przestępców, udaremnili 10 prób kradzieży mienia państwowego, w 5 przypadkach ratowali  sprzęt wielomilionowej  wartości[2].

28 marca
- odbyło się posiedzenie Sejmowej Komisji Obrony Narodowej pod przewodnictwem posła B. Owsianika. Komisja rozpatrzyła stan realizacji zadań budownictwa mieszkaniowego dla potrzeb resortu obrony narodowej. Informację przedstawił główny kwatermistrz Wojska Polskiego – gen. broni M. Obiedziński. Wyjaśnień udzielili: wiceminister budownictwa i przemysłu materiałów budowlanych – W. Kubiak, wiceminister administracji i gospodarki przestrzennej – W. Kulczyński[2].

## Kwiecień
2 kwietnia
- w Warszawie odbyło się posiedzenie Komisji Kontroli Partyjnej WP z udziałem przewodniczących komisji z OW, rodzajów sił zbrojnych oraz akademii wojskowych. W posiedzeniu wziął udział I zastępca szefa GZP – gen. dyw. dr  Tadeusz Szaciło[4].

9-13 kwietnia
- przebywał w Polsce minister obrony ZSRR – marszałek Związku Radzieckiego S. Sokołów. Marszałkowi towarzyszyli: naczelny dowódca wojsk lądowych, zastępca ministra obrony – gen. armii J. Iwanowski, naczelny dowódca wojsk lotniczych, zastępca ministra obrony – marszałek lotnictwa A. Jefimow, zastępca ministra obrony – gen. armii W. Szabanow, I zastępca szefa GZP Armii Radzieckiej i Marynarki Wojennej – adm. A.  Sorokin. W czasie wizyty w Polsce marsz. Sokołów przeprowadził rozmowy w Ministerstwie Obrony Narodowej m.in. na temat doskonalenia współdziałania sił zbrojnych ZSRR i Polski. Odwiedził 1 Praski Pułk Zmechanizowany im. kpt. Wł. Wysockiego, WSO Wojsk Zmechanizowanych im. T. Kościuszki we Wrocławiu i WSO Lotniczą im. J. Krasickiego w Dęblinie[4].

12 kwietnia
- w Galerii DWP w Warszawie została otwarta wystawa medalierstwa pod nazwą "Żołnierz Polski", zorganizowana z okazji 40 rocznicy zwycięstwa nad faszyzmem hitlerowskim i dla uczczenia  30-lecia Układu Warszawskiego. Autorami medali byli m.in.: W. Czechowska-Antoniewska, Stanisław Sikora, B. Chmielewski, E. Majkowski, J. Markiewicz, E. Gorol. J. Misztela, J. Jarnuszkiewicz, P. Gorol  i A.  Nowakowski[4].

26 kwietnia
- w Warszawie odbyło się spotkanie przywódców partii i państw – stron UW. W skład delegacji wchodzili sekretarze generalni (I sekretarze) komitetów centralnych partii komunistycznych i robotniczych, prezesi rady ministrów, ministrowie obrony i spraw zagranicznych. Delegacjom przewodniczyli: Michaił Gorbaczow, Todor Żiwkow, Gustáv Husák, Erich Honecker, Nicolae Ceaușescu, János Kádár. Ze strony PRL uczestniczyli: I sekretarz KC PZPR – gen, armii Wojciech Jaruzelski, przewodniczący Rady Państwa – prof. dr H. Jabłoński, członek Biura Politycznego, sekretarz KC PZPR – J. Czyrek, członek Biura Politycznego PZPR, wiceprezes Rady Ministrów – Z. Messner, członek Biura Politycznego PZPR, minister spraw zagranicznych – S. Olszowski, minister obrony narodowej PRL – gen; armii F. Siwicki. Uczestnicy spotkania rozpatrzyli sprawę przedłużenia okresu obowiązywania układu o przyjaźni, współpracy i pomocy wzajemnej, zawartego w Warszawie 14 maja 1955 roku i podpisali protokół o przedłużeniu układu na 20 lat z możliwością utrzymania w mocy na okres dalszych 10 lat[4].

## Maj
2 maja
- Rada Państwa PRL ratyfikowała protokół o przedłużeniu okresu obowiązywania Układu o Przyjaźni, Współpracy i Pomocy Wzajemnej, podpisanego w Warszawie 14 maja 1955 roku. Protokół został podpisany w Warszawie 26 kwietnia 1985 roku przez przywódców państw – stron UW[4].

14 maja
- w 5 Mazurskiej  Brygadzie Saperów im. gen.  Ignacego Prądzyńskiego zorganizowano sympozjum naukowo-historyczne poświęcone 30 rocznicy podpisania Układu Warszawskiego[4].

17 maja
- w Cieśninach Bałtyckich zderzyły się kuter torpedowy KTD-456 ORP „Sprawny” i okręt rozpoznawczy ORP Nawigator

18 maja-19 maja
- Z okazji jubileuszu 40-lecia Nadwiślańskich Jednostek MSW na "Zlocie Pokoleń" w Warszawie spotkali się byli żołnierze KBW oraz żołnierze obecnie pełniący służbę w NJW MSW. Sztandary jednostek inżynieryjnej i lotniczej NJW MSW zostały udekorowane złotymi honorowymi odznakami "Za zasługi dla Warszawy"[4].

20 maja-23 maja
- w Budapeszcie odbyło się pod przewodnictwem naczelnego dowódcy Zjednoczonych Sił Zbrojnych –marsz. Kulikowa posiedzenie Rady Wojskowej Zjednoczonych Sil Zbrojnych Państw – Stron UW. Rozpatrzono zagadnienia praktycznej działalności w dziedzinie doskonalenia zdolności bojowej Zjednoczonych Sił Zbrojnych w świetle uchwał przyjętych na posiedzeniach Doradczego Komitetu Politycznego i Komitetu Ministrów Obrony[4].

26 maja-30 maja
- w Warszawskim OW przebywała z wizytą delegacja Białoruskiego OW pod przewodnictwem dowódcy okręgu – gen. płk W. Suralowa. Goście odwiedzili Jednostkę WOW im. Ziemi Krakowskiej, 6 PDPD oraz WSO Wojsk Łączności. Przebywali również w 1 Praskim Pułku Zmechanizowanym im. W. Wysockiego[4].
- w porcie gdyńskim przebywał z rewizytą zespół okrętów radzieckiej Floty Bałtyckiej pod dowództwem adm. K. W. Makarowa. W jego składzie znajdował się okręt flagowy – krążownik rakietowy "Groźnyj" oraz niszczyciel rakietowy  "Nieukratimyj"[4].

28 maja
- w Centrum Doskonalenia Oficerów WP im. gen. armii Stanisława Popławskiego w Warszawie odbyło się spotkanie komendy, kadry naukowo-dydaktycznej i słuchaczy uczelni z zastępcą członka Biura Politycznego KC PZPR, rektorem Akademii Nauk Społecznych przy KC PZPR –  prof. dr.  hab.  M.   Orzechowskim[4].

## Czerwiec
8 czerwca
- w sali posiedzeń Rady Narodowej Łodzi odbyła się uroczystość wręczenia tegorocznym absolwentom WAM dyplomów lekarskich i aktów mianowania na pierwszy stopień oficerski. W spotkaniu uczestniczył Główny kwatermistrz WP, gen. broni M. Obiedziński i szef służby zdrowia,  płk  dr n. med. A. Kaliwoszka[4].
- redakcja "Żołnierza Wolności" przyznała doroczne nagrody. "Złote Pióra" otrzymali: płk prof.   dr  hab. J. Muszyński, płk dypl.F. Góral, płk prof. dr hab. J. Kaczmarek, płk  rez.  mgr  H. Florek, płk  mgr inż. A.  Nowak, dr Stanisław Abramczyk, por. T. Piekło, dr J. Jakubowska, prof. A. Liwska, płk mgr J. Skrzypek[4].

10 czerwca
- minister obrony narodowej – gen. armii F. Siwicki odwiedził żołnierzy – budowniczych mostu "Syreny" w Warszawie[4].

12 czerwca
- do kraju powróciła ostatnia grupa żołnierzy XXIII zmiany Polskiego Kontyngentu Wojskowego Doraźnych Siłach Zbrojnych ONZ (UNDOF) na Wzgórzach Golan. Dowódcą zmiany był ppłk Z. Urbaniak[4].

18 czerwca-21 czerwca
- na zaproszenie ministra obrony CzAL, gen. płk. M. Vaclavika, przebywała w Czechosłowacji delegacja WP pod przewodnictwem ministra obrony narodowej –. gen. armii F. Siwickiego. Delegacja odwiedziła m.in. Wyższą Szkołę Oficerską Wojsk Lądowych im. gen. armii L. Svobody i spotkała się z władzami Mielnika[4].

23 czerwca
- w Gubinie odbył się zlot żołnierzy frontowych 5 Saskiej Dywizji Piechoty.  Kombatanci złożyli wizytę żołnierzom 27 Pułku Czołgów im. Niemieckich Bojowników Antyfaszystowskich. Wzięli udział w przysiędze wojskowej oraz odsłonięciu tablicy pamiątkowej poświęconej poległemu w walkach dowódcy 5 DP – gen. bryg. A. Waszkiewiczowi. W spotkaniu z kombatantami uczestniczył główny inspektor obrony terytorialnej –  gen. broni Tadeusz Tuczapski[4].

## Lipiec
10 lipca
- Piotr Buchner[c] ofiarował Muzeum Wojska Polskiego w Warszawie obraz Kazimierza Sichulskiego "Hetman Stanisław Żółkiewski w bitwie pod Cecorą, 1620 rok"[5].

12 lipca
- jury XIX Festiwalu Piosenki Żołnierskiej w Kołobrzegu przyznało w kategorii piosenek marszowych "Złoty pierścień" Katarzynie Gaertner (muzyka), J. Szczepkowskiemu (słowa) oraz zespołowi "Babsztyl" za piosenkę "Bo na ciebie czeka wojsko". W kategorii piosenek estradowych zwyciężył utwór z muzyką i w wykonaniu B. Kalinowskiej do słów W. Jasińskiego, pod tytułem "Chłopcy z tamtych lat"[5]
- odbyły się promocje w Akademii Sztabu Generalnego WP im. gen. Karola Świerczewskiego, Wojskowej Akademii Politycznej im. Feliksa Dzierżyńskiego oraz Wojskowej Akademii Technicznej im. Jarosława Dąbrowskiego. Słuchaczy IV roku Wojskowej Akademii Technicznej promował na stopień podporucznika główny inspektor techniki WP gen. broni Z. Nowak[5].

13 lipca-14 lipca
- W Bałtyckiej Brygadzie WOP odbył się XVI Zlot Przodujących Żołnierzy WOP. Z uczestnikami zlotu spotkali się dowódca WOP gen. bryg. F. Stramik[5].

17 lipca
- odbyło się przekazanie mieszkańcom Warszawy mostu Syreny. Otwarcia mostu dokonali przedstawiciele budowniczych: kpt. J. Obara, sierż. pchor. SPR Z. Bieńkowski i st. szer. G. Brzysz. Projektanta i kierownika budowy mostu Syreny – ppłk. B. Glapiaka uhonorowano "Złotą Syrenką"[5].

22 lipca
- dla uczczenia 41 rocznicy ogłoszenia Manifestu PKWN, minister obrony narodowej – gen. armii F. Siwicki, wydał rozkaz oddania w Warszawie 24 salw armatnich[5].

28 lipca
- zakończył się przegląd zespołów artystycznych WP. Wzięły w nim udział zespoły: "Desant", "Eskadra", "Radar", "Czarne Berety" oraz "Flotylla"[5].

## Sierpień
15 sierpnia
- Muzeum Wojska Polskiego w Warszawie wzbogaciło się o kolejne eksponaty[5]:

wdowa po dowódcy 1 pułku myśliwskiego „Warszawa" ppłk. Iwanie Tałdykinie – Aleksandra, przekazała m.in. dwuczęściowy skórzany hełmofon, mundur i kordzik z dedykacją.
Janina Marschak przekazała Muzeum Wojska Polskiego unikalny medal pamiątkowy Głównej Komisji Badania Zbrodni Hitlerowskich w Polsce i legitymację uprawniającą do wejścia na proces zbrodniarzy hitlerowskich w Norymberdze, należące do jej zmarłego męża Leopolda, b. korespondenta PAP.
pamiątki po ojcu, żołnierzu Legionu Pułaskiego z lat I wojny światowej, przekazał syn Ludwik Bukszewicz. To kurtka mundurowa i dokumenty o nadaniu odznaczeń wojskowych w latach 1914–1920
Krystyna Luckuaus – działaczka Związku Polaków "Zgoda" w RFN przekazała papierośnicę należącą do żołnierza 2 Korpusu PSZ na Zachodzie.
Leszek Piasecki z Wiednia przekazał namiotową lampę turecką z XVIII w
18 sierpnia
- w Bydgoszczy otwarto VI Letnią Spartakiadę Armii Zaprzyjaźnionych. Do rywalizacji stanęli wojskowi sportowcy: Ludowo-Wyzwoleńczych Sił Zbrojnych Angoli, Bułgarskiej Armii Ludowej, Czechosłowackiej Armii Ludowej, Sił Zbrojnych Socjalistycznej Etiopii, Sił Zbrojnych Republiki Iraku, Sił Zbrojnych Ludowej Republiki Kampuczy, Koreańskiej Armii Ludowej, Rewolucyjnych Sił Zbrojnych Republiki Kuby, Mongolskiej Armii Ludowej, Narodowej Armii Ludowej NRD, Sił Zbrojnych Socjalistycznej Republiki Rumunii, Sił Zbrojnych Syryjskiej Arabskiej Republiki, Węgierskiej Armii Ludowej, Wietnamskiej Armii Ludowej, Armii Radzieckiej i Wojska Polskiego. Zawody odbywały się w Bydgoszczy, Wrocławiu i Warszawie, w obiektach klubów wojskowych[5].

23 sierpnia
- minister obrony narodowej – gen. armii F. Siwicki, przyjął pilotów sportowych – mistrzów świata. W. Nyczowi wręczył akt nominacji do stopnia podporucznika rezerwy, ppor. W. Nycza, K. Lenartowicza, W. Świadka i A. Ossowskiego udekorował złotymi medalami "Za zasługi dla obronności kraju", a J. Darochę – srebrnym[5].

24 sierpnia-25 sierpnia
- odbyły się promocje absolwentów szkół chorążych, m.in. w szkołach chorążych: Wojsk Zmechanizowanych w Elblągu, Wojsk Radiotechnicznych w Jeleniej Górze, Służby Czołgowo- Samochodowej w Pile, personelu technicznego Wojsk Lotniczych w Oleśnicy i Zamościu, Wojsk Łączności w Legnicy, Służby Topograficznej Artylerii i Wojsk Rakietowych w Toruniu, Wojsk Inżynieryjnych i Komunikacji Wojskowej, Służb Kwatermistrzowskich i Chorążych Politycznych w Łodzi[5].

24 sierpnia-28 sierpnia

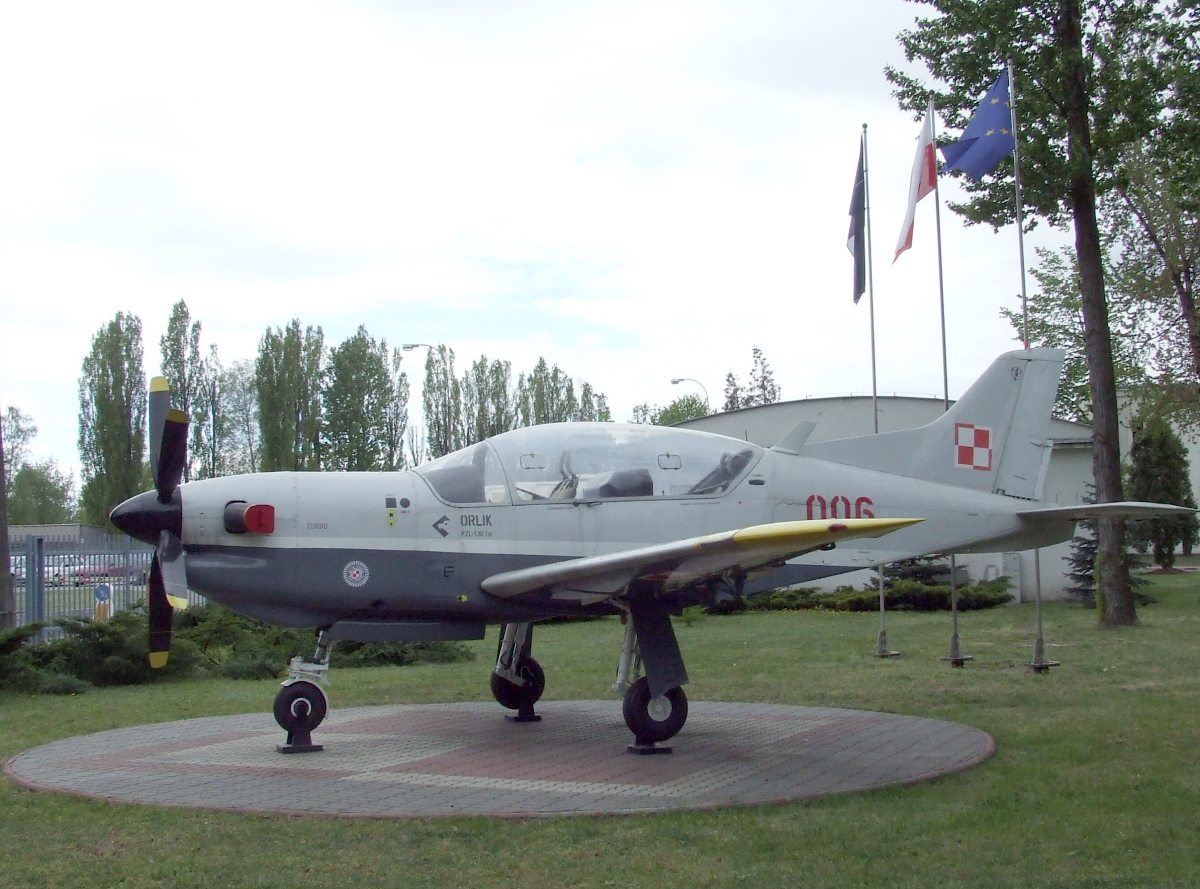
PZL-130 Orlik

- na zaproszenie WSMW im. Bohaterów Westerplatte przebywał w Gdyni zespół okrętów Ludowej Marynarki NRD pod  dowództwem kmdr. D. Kirschkego[5].

25 sierpnia
- na lotnisku Ławica odbył się festyn lotniczy. Zademonstrowano na nim po raz pierwszy samolot szkolno-treningowy PZL-130 Orlik[5].

26 sierpnia-28 sierpnia
- w Gdyni przebywała z wizytą delegacja Floty Bałtyckiej ZSRR pod kierownictwem zastępcy szefa Zarządu Politycznego Floty Bałtyckiej ZSRR – kpt. I rangi Pawła Kaszauskasa. Delegacja spotkała się z szefem Zarządu Politycznego Marynarki Wojennej PRL, z kadrą WSMW im. Bohaterów Westerplatte, Centrum Szkolenia Specjalistów MW im. Franciszka Zubrzyckiego[5].

## Wrzesień
1 września
- w wyższych szkołach oficerskich odbyły się promocje oficerów[5].

absolwentów Wyższej Szkoły Oficerskiej Wojsk Pancernych im. Stefana Czarnieckiego w Poznaniu promował minister obrony narodowej – gen. armii F. Siwicki
w Kaliszu absolwentów Wyższej Szkoły Oficerskiej Służb Kwatermistrzowskich promował główny inspektor obrony terytorialnej – gen. broni T. Tuczapski.
w Katowicach absolwentów Wyższej Szkoły Oficerskiej Wojsk Inżynieryjnych im. gen. Jakuba Jasińskiego promował szef GZP – gen. broni dr J. Baryła
we Wrocławiu absolwentów Wyższej Szkoły Oficerskiej Wojsk Zmechanizowanych im. Tadeusza Kościuszki promował szef Sztabu Generalnego WP – gen. broni J. Użycki
w Zegrzu absolwentów Wyższej Szkoły Oficerskiej Wojsk Łączności im. płk. Bolesława Kowalskiego promował główny inspektor szkolenia – gen. broni E. Molczyk
absolwentów Wyższej Szkoły Oficerskiej Wojsk Rakietowych i Artylerii w Toruniu promował szef Głównego Zarządu Szkolenia Bojowego – gen. dyw. W. Barański
absolwentów Wyższej Oficerskiej Szkoły Samochodowej im. gen. bryg. A. Waszkiewicza w Pile promował I zastępca szefa Sztabu Generalnego WP, gen. dyw. M. Dachowski
absolwentów Wyższej Szkoły Oficerskiej Radiotechnicznej im. kpt. pil. S. Bartosika w Jeleniej Górze promował szef Departamentu Kadr MON – gen. dyw. dr Z. Zieliński.
absolwentów Wyższej Szkoły Oficerskiej Wojsk Chemicznych im. Stanisława Ziai w Krakowie promował dowódca Warszawskiego Okręgu Wojskowego – gen. dyw. J. Skalski
absolwentów Wyższej Szkoły Oficerskiej Wojsk Obrony Przeciwlotniczej im. por. Mieczysława Kalinowskiego promował dowódca Pomorskiego Okręgu Wojskowego – gen. dyw. Z. Blechman
absolwentów Wyższej Szkoły Oficerskiej Wojsk Zmechanizowanych w Kętrzynie promował dowódca WOP, gen. bryg. F. Stramik
- wprowadzono do obiegu dwa znaczki związane tematycznie z wojną obronną 1939 roku. Znaczek o wartości 5 zł prezentuje portret kpt. Władysława Raginisa i obronę Wiziny, a o nominale 10zł płk. dypl. Andrzeja Liszki-Lawicza i obronę Mławy[5].

6 września-10 września
- zgodnie z planem szkolenia bojowego Zjednoczonych Sił Zbrojnych Państw-Stron Układu Warszawskiego przeprowadzono ćwiczenie operacyjno-taktyczne pod kryptonimem "Przyjaźń 85" z udziałem wydzielonych dowództw, sztabów i wyznaczonych wojsk NAL NRD, Armii Radzieckiej oraz WP. Celem, ćwiczenia było doskonalenie współdziałania sztabów i wojsk w jednolitym systemie koalicyjnym. Cwiczeniami kierował wiceminister obrony narodowej, główny inspektor szkolenia, gen. broni Eugeniusz Molczyk[5].

## Październik
3 października
- I sekretarz KC PZPR, prezes Rady Ministrów PRL, przewodniczący Komitetu Obrony Kraju, gen.   armii Wojciech Jaruzelski przyjął  naczelnego dowódcę Zjednoczonych Sił Zbrojnych Państw Stron Układu Warszawskiego – marszałka Związku Radzieckiego Wiktora Kulikowa[6].

4 października
- w Belwederze odbyła się uroczystość wręczenia nominacji profesorskich. Akty o nadaniu tytułów naukowych otrzymali m.in.: profesorowie zwyczajni: nauk humanistycznych płk J. Bogusz z Wojskowej Akademii Politycznej, płk M. Leczyk z Wojskowej Akademii Politycznej, nauk politycznych: płk J. Muszyński z Wojskowej Akademii Politycznej, nauk technicznych płk St. Szczeciński z Wojskowej Akademii Technicznej, profesorowie nadzwyczajni: nauk ekonomicznych płk T. G. Kamiński z Wojskowej Akademii Politycznej, płk M. M. Koch z Wojskowej Akademii Politycznej, nauk medycznych płk H. F. Huebner z Wojskowej Akademii Medycznej, płk St. J. Mrzygłód z CKP Wojskowej Akademii Medycznej, płk W. Ramotowski z Centralnego Szpitala Klinicznego MSW,  nauk technicznych – płk Z. Rąbek z Wojskowej Akademii Technicznej, nauk wojskowych – płk E. Kozłowski z WIH,  płk T. Mosinek z Wojskowej Akademii Medycznej.

9 października
- w dowód uznania zasług w realizacji zadań poligraficznych, Rada  Państwa nadała Drukarni Sztabu Generalnego Krzyż Kawalerski Orderu Odrodzenia Polski. Aktu wręczenia dokonał I zastępca szefa Sztabu Generalnego gen. dyw. M. Dachowski[6].

10 października
- w sali Pompejańskiej w Belwederze nominacje generalskie otrzymali: na stopień generała broni – gen. dyw. Wojciech Barański; na stopień generała dywizji – generałowie brygady J. Kuriata, M. Pasternak, F. Stramik; na stopień generała brygady pułkownicy J. Bobrowicz, St. Brodziński, H. Pietrzak, Edward Rogala, Z. Rozbicki, Marian Sobolewski[6].

13 października
- 13.10, Odbyły się wybory do Sejmu Polskiej Rzeczypospolitej Ludowej. Mandaty poselskie otrzymali m.in. żołnierze WP: gen. armii Wojciech Jaruzelski, gen. armii Florian Siwicki, gen, broni Czesław Kiszczak, gen. broni dr J. Baryła, gen. broni dr A. Jasiński, gen. dyw. J. Skalski, gen. dyw. L. Łozowicki, adm. L. Janczyszyn, gen. bryg. E. Łukasik, gen. dyw. pil. R. Paszkowski, płk prof. dr hab. Z. Puzewicz i płk rez. dr R. Leś[6].
- w 42 rocznicę bitwy pod Lenino, minister obrony narodowej, gen. armii F. Siwicki, wydał rozkaz oddania w Warszawie 24 salw armatnich[6].
- minister obrony narodowej przyznał nagrody i wyróżnienia naukowcom i twórcom kultury. W dziedzinie historii wojen i wojskowości nagrody honorowe otrzymali: Instytut Śląski w Opolu, Instytut Zachodni w Poznaniu, Wojskowy Instytut Historyczny. Nagrodę specjalną:  gen. bryg. w st. sp. dr Franciszek Skibiński; nagrody II stopnia – gen. bryg. dr W. Honkisz, prof. dr hab. J. Skowronek, doc. dr hab. P. Matusek, płk doc. dr hab. M. Jaworski; nagrodę III stopnia dr P. Stachiewicz, dr. hab. K. Przybysz, inż. J. Tucholski, płk doc. dr hab. M. Wieczorek, zespół w składzie: płk dypl. w st. sp. E. Ginalski, płk rez. dr E. Wysokiński, płk dypl. dr T. Rawski, mjr dr Cz. Grzelak. Wyróżnienia: mjr dr M. Borkowski, płk rez. dr Kazimierz Satora, dr Tomasz Nałęcz i płk rez. B. Dolata[6].

16 października
- odznaczono twórców Kołobrzeskiego Festiwalu Piosenki Żołnierskiej.  Medalami "Za zasługi dla obronności kraju"  odznaczono m.in. Emila Karewicza, A. Karolaka, B. Konowalskiego, K. Pac-Gajewską, J. Szewczyka-Szaniawskiego, R. Gerczaka, J. Nalberczaka, B. Czyżewskiego i A. Skorupkę. Wręczono  również "Złoty Pierścień" Katarzyna Gaertner, srebrne – W. Maksyminowi, T. Margotowi i J. Kondrackiemu[6].

18 października
- trwało szkolenie poligonowe pod kryptonimem "Wisła 85". Doskonalono działanie transportu a zwłaszcza pokonywanie przeszkód wodnych[6].

30 października
- opuszczono bandery na okręcie podwodnym ORP „Kondor”

## Listopad
4 listopada-9 listopada
- w południowo-zachodniej Polsce przeprowadzone zostało międzywojewódzkie ćwiczenie obrony cywilnej pod kryptonimem "Odra-85". Celem ćwiczenia było sprawdzenie przygotowania organów kierowania i sił obrony cywilnej do realizacji swych zadań. Ćwiczeniem kierował szef obrony cywilnej kraju – gen. broni Tadeusz Tuczapski[6].

8 listopada
- odbyła się doroczna odprawa i szkolenie kierowniczej kadry SZ PRL[3]

12 listopada-14 listopada
- w Berlinie, pod przewodnictwem naczelnego dowódcy Zjednoczonych Sił Zbrojnych – marszałka Związku Radzieckiego Wiktora Kulikowa, odbyło się posiedzenie Rady Wojskowej Zjednoczonych Sił Zbrojnych Państw-Stron Układu Warszawskiego[6].

25 listopada
- odbyło się posiedzenie Komitetu Obrony Kraju. Przewodniczył gen. armii Wojciech Jaruzelski. Rozpatrzono m.in. problemy doskonalenia infrastruktury zabezpieczającej systemy funkcjonowania państwa oraz sprawy przestrzegania przepisów o tajemnicy państwowej[6][3].

## Grudzień
- zakończono V etap rozwoju sił zbrojnych[3]

1 grudnia
- w Wyższej Oficerskiej Szkole Lotniczej im. J. Krasickiego odbyła się promocja absolwentów na pierwszy stopień oficerski. Aktu promowania dokonał wiceminister obrony narodowej – gen. broni dr A. Jasiński. W uroczystości uczestniczył dowódca Wojsk Lotniczych – gen. dyw. pil. T. Krawczyc[6].
- odbyło się pożegnanie żołnierzy XXV zmiany Polskiego Kontyngentu Wojskowego w Siłach Zbrojnych ONZ[6].
- Prezes Rady Ministrów odwołał gen.  broni Mieczysława  Obiedzińskiego. Jednocześnie mianował na to stanowisko gen. dyw. Włodzimierza Oliwę[6].

12 grudnia
- trwało posiedzenie Komitetu Ministrów Obrony Układu Warszawskiego w Berlinie[3]
- w Poznaniu koncertował Zespół Estradowy Wojsk Lotniczych na rzecz budowy Centrum Rehabilitacji  dla Dzieci w Kiekrzu[6].

14 grudnia
- w WSzW w Przemyślu odbyła się uroczystość wręczenia rodzicom wzorowych żołnierzy, złotych i srebrnych medali "a zasługi dla obronności kraju". Wyróżnieni zostali: Józef i Irena Łaskawie, Edward i Zofia Kozub, Michał i Anna Mazurkiewicz, Henryk i Eugenia Koniuchowie, Władysław i Anna Pieniążkowie[6].

16 grudnia
- do kraju powróciła XXIV zmiana Polskiego Kontyngentu Wojskowego w Siłach Zbrojnych ONZ.Dowódca zmiany PKW SZ ONZ w Syrii, ppłk mgr inż. Z. Łubiński, złożył meldunek o pełnej realizacji zadań mandatowych[6].